# Mojave Aerospace Ventures
Mojave Aerospace Ventures (MAV) è una società fondata da Paul Allen e Burt Rutan per gestire gli spinoff commerciali del progetto Tier One. Possiede la proprietà intellettuale derivante da Tier One, ed è a sua volta di proprietà di Paul Allen (l'azionista di maggioranza) e Burt Rutan. Nel 2004, ha firmato un accordo con Virgin Galactic per sviluppare Virgin SpaceShip, un veicolo spaziale suborbitale, per il turismo spaziale. Successivamente Virgin Group e Scaled Composites hanno costituito una joint venture, The Spaceship Company, per la produzione del veicolo spaziale.